# 수단 (지역)

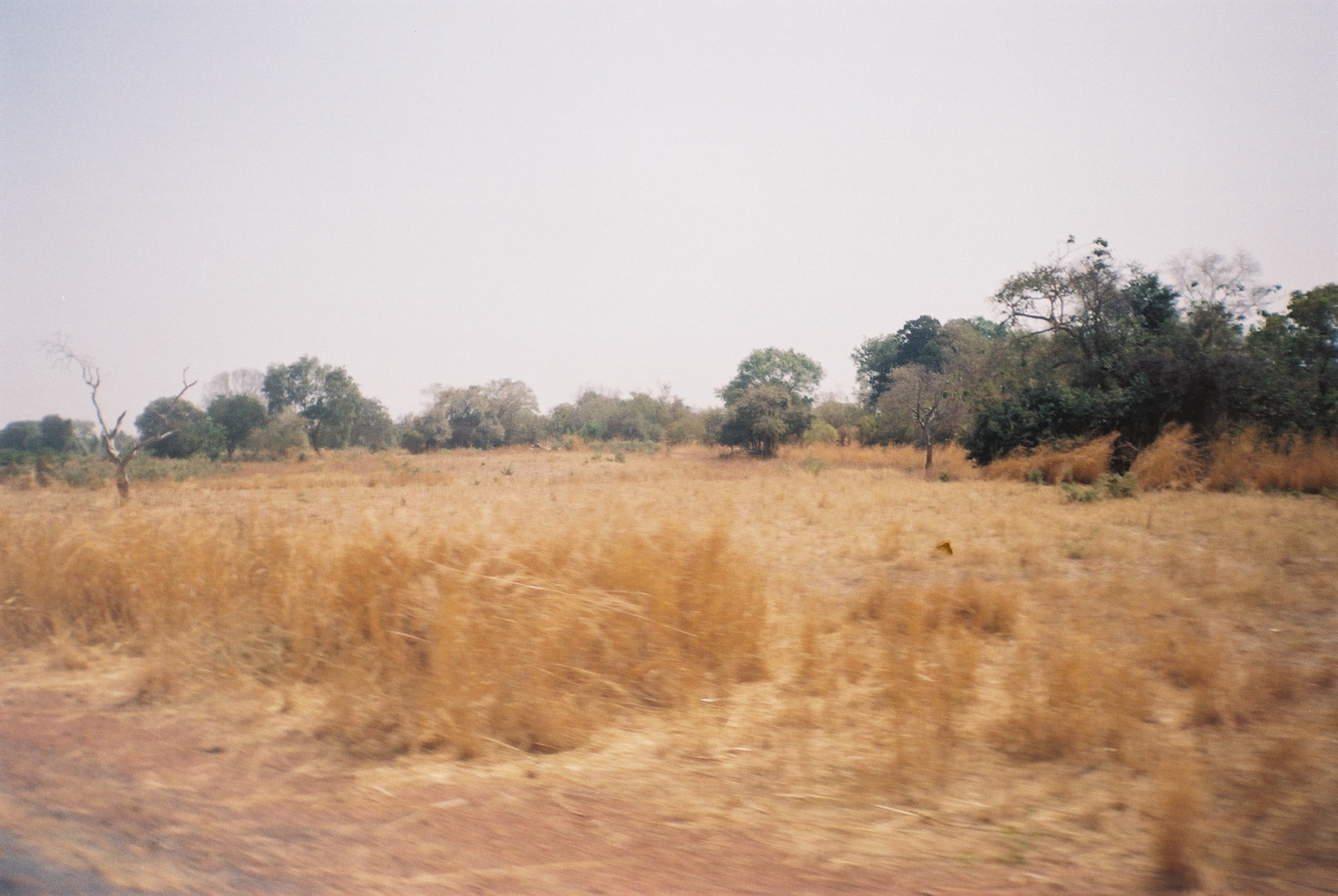

수단(Sudan)은 서아프리카에서 동아프리카에 이르기까지 사하라 사막 이남의 넓은 지역으로, 이슬람교의 영향 하에 있는 지역을 막연히 가리키는 지역 명칭이다.

## 같이 보기
- 사하라 이남 아프리카